# Sikkimia
Sikkimia là một chi bọ cánh cứng trong họ Chrysomelidae.
Chi này được miêu tả khoa học năm 1891 bởi Duvivier.

## Các loài
Các loài trong chi này gồm:
- Sikkimia antennata Duvivier, 1891
- Sikkimia metallica Jacoby, 1903
- Sikkimia tamra Maulik, 1936